# Кемполово
Ке́мполово (фин. Kemppaala) — деревня в Клопицком сельском поселении Волосовского района Ленинградской области.

## История
Деревня Кемполова Господина Довре обозначена на карте Санкт-Петербургской губернии Ф. Ф. Шуберта 1834 года.

КЕМПОЛОВА — деревня принадлежит жене генерала от инфантерии Довре, число жителей по ревизии: 36 м. п., 37 ж. п. (1838 год)

На карте Ф. Ф. Шуберта 1844 года обозначена деревня Кемполово.
В пояснительном тексте к этнографической карте Санкт-Петербургской губернии П. И. Кёппена 1849 года она записана как деревня Kempola (Кемполова) и указано количество её жителей на 1848 год: савакотов — 10 м. п., 7 ж. п., всего 17 человек, русских «обоего пола» — 37 человек.
Согласно 9-й ревизии 1850 года деревня и мыза Кемпалово принадлежали Юлии Карловне Довре.

КЕМПЕЛЕВО НОВОЕ — деревня наследников генерала Довре, по просёлочной дороге, число дворов — 10, число душ — 28 м. п. (1856 год)

Согласно 10-й ревизии 1856 года мыза и деревня Кемполово принадлежали наследникам генерала Фёдора Филипповича Довре.
Согласно «Топографической карте частей Санкт-Петербургской и Выборгской губерний» 1860 года деревня называлась Кемполова и состояла из 10 крестьянских дворов, к югу от деревни находилась мыза и ветряная мельница.

КЕМПОЛОВО НОВОЕ — деревня владельческая, при колодце, по левую сторону Нарвского шоссе в 50 верстах от Петергофа, число дворов — 8, число жителей: 21 м. п., 28 ж. п. (1862 год)

В 1882 году мызу Кемполово за 20 000 рублей приобрёл губернский секретарь Е. Э. Бирсман. «Харчевня в аренде за 400 рублей и кузница за 45 рублей в год. Ветряная мельница. Сбывается молоко на 1300 рублей».

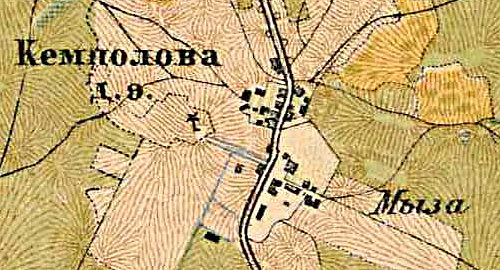
План деревни Кемполово. 1885 год

Согласно «Карте окрестностей Санкт-Петербурга» в 1885 году деревня Кемполово состояла из 9 крестьянских дворов, к югу от деревни располагалась мыза, а к западу — ветряная мельница.
В конце XIX века деревня административно относилась к Губаницкой волости 1-го стана Петергофского уезда Санкт-Петербургской губернии, в начале XX века — 2-го стана. Население деревни было исключительно финским.
Согласно «Памятной книжке Санкт-Петербургской губернии на 1905 год» мыза Кемполово имела площадь 326 десятин и принадлежала А. Е. Разумовой.
В 1913 году деревня также состояла из 9 дворов.
Согласно данным переписи населения СССР 1926 года в деревне Старое Кемполово Тешковского сельсовета Бегуницкой волости Троцкого уезда проживали 63 человека, большинство финны, а также русские и эстонцы.
По данным 1933 года деревня Кемполово входила в состав Тешковского сельсовета Волосовского района.

План деревни Кемполово. 1938 год

Согласно топографической карте РККА 1938 года деревня насчитывала 13 дворов.
По данным 1966 года деревня Кемполово в составе Волосовского района не значилась.
По данным 1973 года деревня Кемполово входила в состав Каськовского сельсовета.
По административным данным 1990 года деревня Кемполово входила в состав Клопицкого сельсовета.
В 1997 году в деревне Кемполово проживали 20 человек, в 2002 году — 88 человек (русские — 92 %), в 2007 году — 21.

## География
Деревня расположена в северо-восточной части района на автодороге 41А-003 (Кемполово — Выра — Шапки).
Расстояние до административного центра поселения — 6,5 км.

## Демография
| 1862 | 2002 | 2007 | 2010 | 2017 |
| ---- | ---- | ---- | ---- | ---- |
| 49   | ↗88  | ↘21  | ↗22  | ↗23  |

### Национальный состав
Согласно данным Всероссийской переписи населения 2021 года в деревне проживали 33 человека, из них:
 русские — 32, один человек национальность не указал.

## Достопримечательности
- Усадебный комплекс «Кемполово» в составе: главный дом, конюшня, погреб (ледник), рига, амбар (баня), парк 15 га. Акт постановки на учет № 2-7 от 10.07.1994 года[30].

## Фото

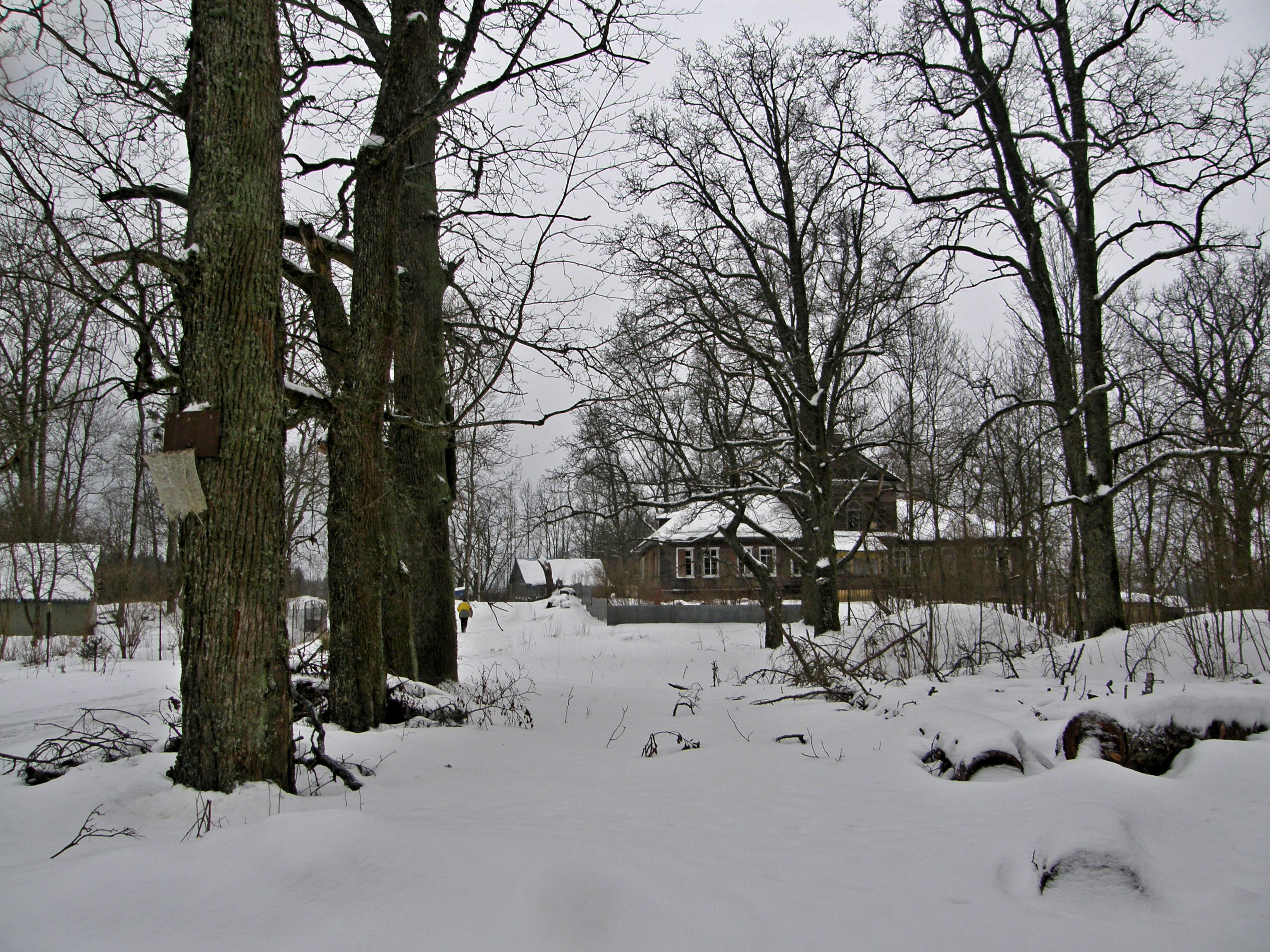
Усадьба Кемполово. 2009 год